# José e Pilar
José e Pilar ist ein Dokumentarfilm des portugiesischen Regisseurs Miguel Gonçalves Mendes aus dem Jahr 2010. Der Film entstand als portugiesisch-brasilianisch-spanische Koproduktion und kam im November 2010 in die Kinos. Er begleitet zwei Jahre das Leben des Schriftstellers José Saramago und dessen Ehefrau Pilar del Río.
Das musikalische Thema des Films Já não estar wird von dem Fadosänger Camané interpretiert. Der Soundtrack, auf dem u. a. die Sängerin Adriana Calcanhotto mitwirkt, wurde von der Brasilianischen Filmakademie in der Kategorie „Beste Filmmusik“ nominiert.

## Rezeption
Nach seiner Premiere in Portugal am 18. November 2010 sahen in den folgenden vier Monaten etwa 22.000 Kinobesucher den Film. Damit ist José e Pilar bereits Anfang 2012 der meistgesehene portugiesische Dokumentarfilm nach Fados von Carlos Saura. In Brasilien fand der Film binnen fünf Monaten etwa 40.000 Besucher. 
Auf Initiative des portugiesischsprachigen Weblogs Split Screens nominierte das Instituto do Cinema e do Audiovisual (ICA) im September 2011 den Film als portugiesischen Kandidaten für die Oscarverleihung 2012 in der Kategorie Bester fremdsprachiger Film.

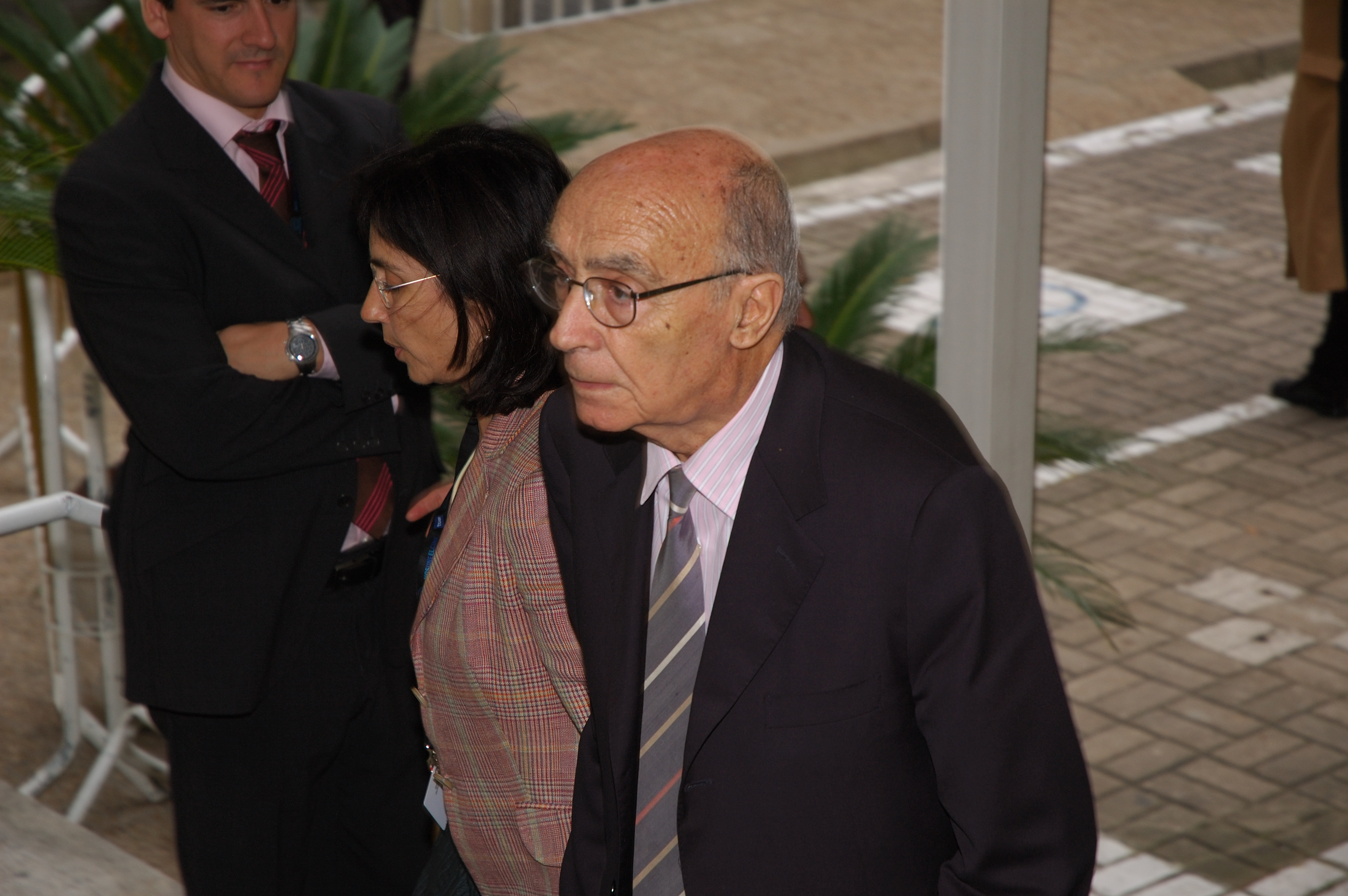
José und Pilar (2005)

## Auszeichnungen
- Publikumspreis bei der Mostra de São Paulo
- Publikumspreis bei der Mostra Visões do Sul
- nominiert als bester Film bei den Prémios Autor da SPA
- nominiert als bester Dokumentarfilm durch die Academia Brasileira de Cinema